# حمله مغول به ارمنستان

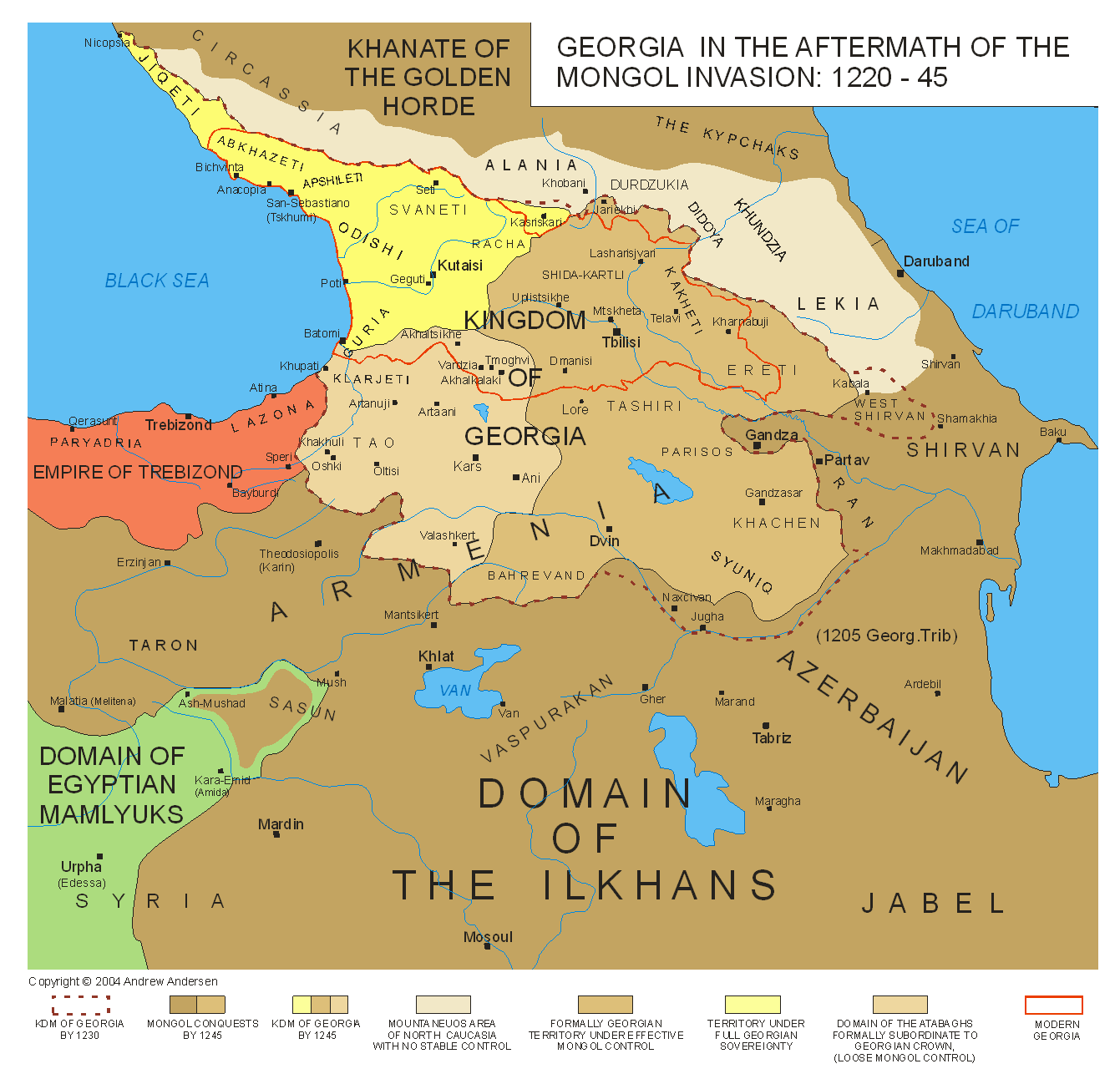
گرجستان (و ارمنستان) در پس از حمله مغول (۱۲۲۰–۱۲۴۵)

مغولان در سال ۱۲۳۶ میلادی لشکر کشی عظیمی را به طرف قفقاز جنوبی و ارمنستان آغاز نمودند. قشون سی هزار نفری مغولان در دشت مغان با تقسیم به گروه‌های مجزا آلبانیای قفقاز، گرجستان و ارمنستان یورش بردند. یکی از دسته‌ها استان سیونیک را گرفت ویران می‌کند و ایشخان اُربلیان را مجبور به قبول اطاعت از مغولان می‌نماید.
یک دسته دیگر وادی رود آغتسو و دژ کاپان را تصرف می‌کند. مغولان به آنی می‌رسند و از امیران شهر خواستار تسلیم بدون جنگ می‌شوند.
ساکنین قهرمانانه از خود دفاع می‌نمایند. لیکن مغولان بالاخره آنی را تصرف نموده و قسمت اعظم جمعیت آن را از دم تیغ می‌گذرانند.
پس از چندی قارص و شهرها و مناطق شمالی کشور نیز به همان سرنوشت دچار می‌شوند. در اواخر سال ۱۲۳۶ میلادی ارمنستان شمالی تحت سلطه مغولان قرار می‌گیرد.

## تاریخ
استان‌های جنوبی و غربی ارمنستان در سال‌های ۱۲۴۲ تا ۱۲۴۵ میلادی فتح می‌شوند. قشون مغول در سال ۱۲۴۲ میلادی به فرماندهی بایجو نویان به سختی می‌تواند مقاومت شجاعانه و دوماهه ساکنین کارین را در هم شکسته شهر را تصرف و ویران نماید. سال بعد آن‌ها در غرب به قیصریه و یرزنکا می‌رسند. سال ۱۲۴۵ میلادی توأم با میان رودان شمالی و شام، تمام ارمنستان جنوبی را هم فتح می‌نمایند.
در زمان سلطه مغولان (سده‌های ۱۳–۱۴) گروهی از ایشخان‌های ارمنی موجودیت خود را حفظ نمودند و تا اواخر سده چهاردهم میلادی نقش خود را در حیات کشور ایفا می‌نمودند. مانند ایشخان‌های استان سیونیک، ساسون، وان و غیره. اما سایر خاندان‌های ایشخانی مانند (زاکاریان‌ها، واهرامیان‌ها، واچودیان‌ها، پروشیان‌ها، دوپین‌ها و حسن جلالیان‌ها) در نیمه دوم قرن سیزدهم قدرت قبلی خود را از دست داده بودند.
سلطه مغولان نتایج وخیمی داشت بسیاری از مناطق و شهرهای ارمنستان ویران و خالی از سکنه شد. متعاقب سیاست قتل و غارت و باجگیری قهرآمیز، زندگی اقتصادی کشور سقوط و نزول شدیدی کرد. اگر چه گاهی در این یا آن سوی کشور تحرک جزئی اقتصادی ایجاد می‌شد، لیکن موقتی بود و تأثیر قطعی و چشمگیری روی وضع کلی زندگی اقتصادی نگذاشت.
مغولان در ارمنستان و نیز در سایر کشورهای تابعه باج و خراج متعددی وضع کرده بودند. از جمله مالیات زمین که تا نصف درآمد را تشکیل می‌داد. مالیات سرانه از مردان ۱۵ تا ۶۰ ساله دریافت می‌شد. مالیات‌ها از کلیسا هم دریافت می‌کردند.
قسمتی از مالیات‌ها به صورت آذوقه و قسمت دیگر به صورت پول پرداخت می‌شد. مالیاتچی‌ها معمولاً با دسته‌های مسلح گردش می‌کردند، ظلم و کشتار و هرگونه خودکامگی پدیده‌های عادی و همیشگی بود. دهقانان برای خانهای مغول، فئودال‌های ارمنی و کلیسا، انواع بیگاری و کارهای اجباری را انجام می‌دادند.
در نتیجه سیاست اداری و مالیاتی قهرآمیز بخش قابل توجهی از فئودال‌های ارمنی از اراضیشان محروم شدند. زمین‌های وسیع به طبقه مرفه مغول و جزاً به تجار واگذار می‌شد. وابستگی دهقانان به زمینداران تقویت گردید. دهقانان و نجبای ناراضی ارمنی علیه مغول به اسلحه متوسل می‌شدند. قیام‌های متحد ارمنی و گرجی ضد اشغالگران به وقوع پیوست.
در سال‌های آخر دهه ۴۰ سده سیزدهم میلادی، ساکنین ارمنی و گرجی، استان لوری، تفلیس و نواحی اطراف سعی در قیام نمودند، ولی موفقیت آنچنانی نداشتند. در سال‌های ۱۲۵۹ تا ۱۲۶۱ میلادی قیام جدید ملل ارمنی و گرجی به رهبری داویت پادشاه گرجستان به وقوع پیوست.
از ایشخان‌های ارمنی، زاکاریان‌ها در قیام شرکت کرده بودند. قیام کنندگان چندین حمله بر روی دسته‌های مغول انجام می‌دهند. آن‌ها قادر می‌شوند قسمتی از قشون آن‌ها را نیز که علیه قیام کنندگان حملات تنبیهی آغاز کرده بود نابود سازند.
لیکن باوجود این، مغولان موفق به دستگیری و کشتن بیشتر رهبران نهضت شده و قیام را در خون خفه نمودند.